# SoundClick
SoundClick is een sociaalnetwerksite gericht op muziek. Gebruikers kunnen nummers beluisteren, deze downloaden in MP3-formaat, aankopen doen in de winkel, of licenties verlenen aan anderen. SoundClick brengt dagelijks ranglijsten uit voor diverse muziekgenres, gebaseerd op onbekende criteria. Binnen dit sociale netwerk zijn er gebruikersprofielen met vriendenlijsten, foto's, video's, blogs en persoonlijke radiostations.

## Geschiedenis
SoundClick werd opgericht in 1997 door de tweelingbroers Tanju en Tolgar Canli. In 1999 werd SoundClick gevestigd in Californië door het advocatenkantoor Wilson Sonsini Goodrich & Rosati. In 2007 introduceerde SoundClick haar eigen sociale netwerk. Het betreft een privaat bedrijf.

## Functies

### Gratis muziekdiensten
Op SoundClick is het mogelijk om een onbeperkt aantal nummers in het MP3-bestandsformaat te uploaden. Deze nummers kunnen worden gestreamd en gratis gedownload. Vanaf 2006 bestaat ook de optie om ze te verkopen via de SoundClick-muziekwinkel. Daarnaast is het ook mogelijk om nummers onder licentie te delen met anderen, zowel onder een gratis Creative Commons-licentie als onder een betaalde licentie. De artiestenpagina kan tevens nieuws, een tourkalender en informatie over hun groep of project bevatten.

### Optionele betaalde diensten
De voornaamste betaalde service is de VIP-service. Deze biedt de artiest extra flexibiliteit bij het vormgeven van hun pagina, waarbij de VIP-pagina vrij blijft van advertenties. Bovendien kunnen nummers in hogere geluidskwaliteit worden geüpload. VIP-artiesten profiteren ook van kortingen op andere promotiemogelijkheden.

### Muziekwinkel
Sinds 2006 is het mogelijk om nummers aan te schaffen via de muziekwinkel van de website. Artiesten hebben de vrijheid om hun nummers aan te bieden als afzonderlijke tracks of als volledige mp3-albums. In datzelfde jaar beweerde de Amerikaanse Rapper Soulja Boy dat hij gemiddeld 19.000 downloads per dag verkocht via de website.

### Sociaal netwerk
Gebruikers hebben toegang tot een persoonlijke profielpagina waarmee ze kunnen connecten met hun online vrienden. Deze pagina biedt mogelijkheden voor fotoalbums, het delen van video's, het schrijven van blogs en het plaatsen van berichten op prikborden. Bovendien kunnen gebruikers hun eigen radiostations samenstellen, waar ze hun gekozen nummers uit SoundClick met het publiek kunnen delen.